# 이승칠
이승칠(李承七, 1862년 음력 4월 6일 ~ ?)은 대한제국의 군인이며 일제강점기의 관료이다.

## 생애
조선 말기인 1894년 교도중대 소대장, 1895년 친위제2대대 중대장, 1900년 의주진위대대 중대장을 지낸 무관이었다. 1907년 군법회의 판사장을 맡았고, 이듬해에는 황해도 곡산군 군수로 발령받았다.
1910년에 한일 병합 조약이 체결되면서 곡산군수 자리에 그대로 다시 임명되어 조선총독부 소속의 군수로 근무하게 되었다. 1912년에 일본 정부가 한일합방을 기념해 수여한 한국병합기념장을 받았고, 1914년 재령군 군수가 되어 임지를 이동했다.
재령군수로 근무할 때인 1919년 3·1 운동이 일어났다. 이승칠은 지역 유지들을 동원하여 재령자제단을 조직하고 독립운동 확산을 저지했다. 당시 황해도 장관인 신응희는 독립운동에 참여하면 목숨을 잃고 참해를 당할 것이라는 협박을 담은 경고문을 반포했는데, 군수들은 면장회의를 소집해 이 내용을 전달하고 각 면마다 자제단을 설치하도록 촉구했다.
1920년에 다시 곡산군수로 돌아갔고 훈6등 서보장도 수여받았다. 이듬해 관직에서 물러났다가, 1924년 황해도 도평의회 민선 의원으로 선출되었다.
2007년 대한민국 친일반민족행위진상규명위원회가 공개한 친일반민족행위 195인 명단과 2008년 발표된 민족문제연구소의 친일인명사전 수록예정자 명단의 관료 부문에 수록되어 있다.

## 참고자료
- 친일반민족행위진상규명위원회 (2007년 12월). 〈이승칠〉 (PDF). 《2007년도 조사보고서 II - 친일반민족행위결정이유서》. 서울. 1067~1072쪽쪽. 발간등록번호 11-1560010-0000002-10. [깨진 링크(과거 내용 찾기)]